# Симеон Ставрев
Симеон Борисов Ставрев е български софтуерен инженер и политик. Общински съветник в Столичен общински съвет. Най-младият общински съветник в групата на Демократична България в мандат 2019 – 2023. Член е на националния съвет на ПП Да, България!.

## Биография
Симеон Ставрев е роден през 1985 година в София.
През 2004 г. завършва Софийската математическа гимназия „Паисий Хилендарски“. Бакалавър е по информатика от Нов български университет.

### Професионална кариера
Работи в частния сектор. Започва кариерата си през 2007 година, като е заемал различни постове в няколко български и чуждестранни компании, включително и ръководител на екип от програмисти. През 2013 година основава българо-холандска софтуерна компания, в която е съдружник 3 години.

## Обществена дейност

### Политическа дейност
На 7 януари 2017 г. Симеон Ставрев става съосновател на политическа партия Да, България!.
През 2018 г. е избран за член на националния съвет на Да, България!.
През есента на 2019 участва във вътрешните електронни избори на Да, България! за представители в листата за общински съветници в гр. София на Демократична България на местните избори. Класира се на второ място.
На 27 октомври 2019 е избран за общински съветник в Столичен общински съвет от листата на Демократична България. Член е на постоянните „Комисия по транспорт и пътна безопасност“ и „Инженерна инфраструктура и енергийно планиране“. Има десетки питания и доклади в Столичен общински съвет. Публикува месечен отчет на свършената работа от него в комисиите и общинския съвет в сайта си и в социалните мрежи.